# جورج روبنسون (سياسي)
جورج روبنسون (بالإنجليزية: George Robinson, 1. Marquess of Ripon )‏ (و. 1827 – 1909 م) هو سياسي، ودبلوماسي من المملكة المتحدة لبريطانيا العظمى وأيرلندا، ولد في لندن، كان عضوًا في الحزب الليبرالي، وكان عضوًا في الجمعية الملكية، توفي في ريبون، عن عمر يناهز 82 عاماً.

## مناصب
تولى منصب زعيم مجلس اللوردات ‏ (1905–1908)
- الحاكم العام للهند (1880–1884)
- اللورد رئيس المجلس [الإنجليزية]‏ (9 ديسمبر 1868–9 أغسطس 1873)
- عضو برلمان المملكة المتحدة الـ17 (27 مارس 1857–28 يناير 1859)
- عضو برلمان المملكة المتحدة الـ16 (22 أبريل 1853–21 مارس 1857)
- عضو برلمان المملكة المتحدة الـ16 (7 يوليو 1852–31 مارس 1853)
- عضو مجلس الشورى البريطاني
- عضو مجلس اللوردات.

## التعليم
تعلم في جامعة أوكسفورد.

## جوائز
حصل على جوائز منها:
- زميل في الجمعية الملكية
- وسام المسيح الأعلى [الإنجليزية]‏
- Companion of the Order of the Indian Empire ‏.

## روابط خارجية
- جورج روبنسون على موقع الموسوعة البريطانية (الإنجليزية)